# كيث كيربي
كيث كيربي (بالإنجليزية: Keith Kirby)‏ (1 أكتوبر 1939 بملبورن في أستراليا - ) هو لاعب كريكت أسترالي. لعب مع فريق فكتوريا للكريكت.

## وصلات خارجية
- كيث كيربي على موقع إي آس بي آن كريك إنفو (الإنجليزية)